# Infant Industry Argument
Das Infant Industry Argument ist eine ökonomische Theorie, die eine protektionistische Industriepolitik befürwortet, um dadurch noch nicht wettbewerbsfähige Wirtschaftssektoren (sogenannte Infant Industries) zu stärken. Der Kern des Arguments besteht darin, dass neu entstehende Industrien oft nicht über die Größenvorteile verfügen, die ihre älteren Konkurrenten aus anderen Ländern haben könnten, und daher geschützt werden müssen, bis sie ähnliche Größenvorteile erzielen können.
Die Theorie trifft insbesondere auf die Situation in Entwicklungsländern zu und gilt in der ökonomischen Theorie als eines der letzten rationalen Argumente für eine protektionistische Handelspolitik. Selbst wenn ein Land einen Wettbewerbsvorteil durch hohe Stückzahlen und niedrigere Kosten erreichen könnte, kann es diesen Vorteil nicht nutzen, solange andere Länder allein durch Skaleneffekte wettbewerbsfähigere Preise haben. In der Konsequenz sollte ein Land daher Infant Industries identifizieren und speziell für derartige Produkte Handelsbarrieren einrichten, um inländische Unternehmen vor ausländischer Konkurrenz zu schützen. Durch Schutzzölle, Quoten oder ähnliche Instrumente haben diese für eine gewisse Zeit eine monopolähnliche Stellung im Heimatmarkt und können dadurch Skaleneffekte erreichen, die im freien Handel nicht möglich gewesen wären. Sobald die Sektoren allerdings international wettbewerbsfähig geworden sind, sollten die Handelsbarrieren wieder abgeschafft werden.
Das Argument wurde erstmals vom ersten Finanzminister der Vereinigten Staaten, Alexander Hamilton, in seinem Report on Manufactures aus dem Jahr 1790 vollständig artikuliert. Hamilton erklärte, dass die Entwicklung einer industriellen Basis in einem Land ohne Protektionismus unmöglich sei, weil Einfuhrzölle notwendig sind, um die einheimischen "jungen Industrien" zu schützen, bis sie Größenvorteile erzielen können. Das Argument wurde von dem amerikanischen politischen Ökonomen Daniel Raymond systematisch entwickelt und später von dem Ökonomen Friedrich List in seinem 1841 erschienenen Werk The National System of Political Economy aufgegriffen.
Viele Länder haben sich erfolgreich hinter Zollschranken industrialisiert, darunter die Vereinigten Staaten und Großbritannien. Zum Beispiel gehörten die Zölle in den Vereinigten Staaten von 1816 bis 1945 zu den höchsten der Welt. Südkorea und Taiwan sind jüngere Beispiele für eine rasche Industrialisierung und wirtschaftliche Entwicklung mit umfangreichen staatlichen Subventionen, Devisenkontrollen und hohen Zöllen zum Schutz ausgewählter Industrien.
Ernesto Zedillo empfahl in seinem Bericht an den UN-Generalsekretär aus dem Jahr 2000 "die Legitimierung eines begrenzten Schutzes für bestimmte Industriezweige durch Länder in den frühen Stadien der Industrialisierung" und argumentierte, dass "wie fehlgeleitet das alte Modell eines pauschalen Schutzes auch sein mag, es wäre ein Fehler, zum anderen Extrem überzugehen und den Entwicklungsländern die Möglichkeit zu verweigern, die Entwicklung eines Industriesektors aktiv zu fördern".
Insbesondere Start-up-Unternehmen aus der Technologie-Branche fordern bei zentralen IT-Lösungen (Lernplattformen, Videokonferenzen etc.) den Einsatz von europäischen Software-Lösungen.